# Proleurocerus litoralis
Proleurocerus litoralis är en stekelart som beskrevs av Hayat och Kazmi 1996. Proleurocerus litoralis ingår i släktet Proleurocerus och familjen sköldlussteklar. Inga underarter finns listade i Catalogue of Life.